# Thailus nigroscutellatus
Thailus nigroscutellatus är en insektsart som beskrevs av Mahmood 1967. Thailus nigroscutellatus ingår i släktet Thailus och familjen dvärgstritar.
Artens utbredningsområde är Thailand. Inga underarter finns listade i Catalogue of Life.